# デニス・セーザル・ジ・マトス
デニス（Denis）ことデニス・セーザル・ジ・マトス（ポルトガル語: Denis César de Matos、1987年4月14日 - ）は、ブラジルのサッカー選手。ポジションはGK。

## クラブ歴
AAポンチ・プレッタの下部組織出身でトップチームに昇格するも、ジェアン、アラーニャに次ぐ第3ゴールキーパーの立場で出番は少なかった。2007年2月24日にプロ初出場。アラーニャの負傷によって同年のカンピオナート・ブラジレイロ・セリエBではレギュラーとなったが、基本的には控えの立ち位置であった。
2009年1月22日にサンパウロFCに移籍。3日後の試合でロジェリオ・セニが負傷したため途中出場し初出場となった。しかしここでも2年間はロジェリオ・セニとボスコに次ぐ第3ゴールキーパーであった。2011年にボスコが引退したため第2ゴールキーパーに繰り上がり、ロジェリオ・セニが負傷離脱している間、レギュラーとしてピッチに立った。
2018年にフィゲイレンセFCに加入。